# Roemeria procumbens
Roemeria procumbens är en vallmoväxtart som beskrevs av Aaron Aaronsohn och Opphr.. Roemeria procumbens ingår i släktet Roemeria och familjen vallmoväxter. Inga underarter finns listade i Catalogue of Life.